# Аспис (эсминец)
Аспис (греч. Ασπίς) — эскадренный миноносец греческого флота начала XX века.

## Предыстория
После кратковременной и «странной» греко-турецкой войны 1897 года, были предприняты попытки реорганизации Вооружённых сил. Главным выразителем этой тенденции стал Теоргиос Теотокис. Теотокис стал премьер-министром Греции 08.12.1905 и сформировал правительство, где морским министром стал Константин Трикупис. Одной из первых акций нового министра стал огромный, для Греции, заказ 8 эсминцев. Первоначально предполагалось разместить заказ всех 8 эсминцев на верфи Yarrow, в Лондоне, бывшей тогда пионером в строительстве эсминцев. То что заказ был разбит на две части и строительство 4-х эсминцев, с характеристиками близкими к английским (типа Тиэлла), было размещено на германской верфи AG Vulcan Stettin, некоторые греческие исследователи объясняют не столько предыдущими заказами флота этой верфи, сколько вмешательством командующего вооружёнными силами наследного принца Константина, который не оставил вне сделки брата своей жены Софии — кайзера Германии Вильгельма II.

## Строительство
Строительство серии 4 эсминцев (класса Ники)
было произведено в период 1905—1906 годов.
Корабль получил имя Aспис (греч. Ασπίς — щит).
Другие корабли класса получили имена Велос, Докса и Ники.
Эсминцу «Аспис» принадлежала честь стать первым эсминцем в истории греческого флота. Аспис был спущен на воду 03.4.1906 года. В последующие месяцы были спущены по порядку эсминцы «Велос», «Ники» и «Докса».

## Балканские войны
3/16 декабря 1912 года, «Аспис», в составе греческого флота, ведомого флагманом броненосцем Авероф, под командованием адмирала Кунтуриотиса, принял участие в греческой победе над турецким флотом у Элли.
5/18 января «Аспис» наряду с 4 греческими броненосцами и 8 эсминцами принял участие в последовавшей греческой победе над турецким флотом у Лемноса, после которой турецкий флот не посмел более выйти из проливов.
В феврале 1913 года, после того как греческое командование пришло к заключению что турки не посмеют более выйти из проливов, «Аспис» был переведен в западную «Ионическую эскадру». В состав «Ионической эскадры» вошли также «Псара (броненосец)», разведывательный «Аэтос (эсминец)» и «Логхи (эсминец)». Основной задачей было обеспечение безопасности морских перевозок «Эпирской армии», блокада албанского побережья и защита сербской армии, перебрасываемой на греческих кораблях из Фессалоники к городу крепости Шкодер.

## Первая мировая война
В октябре 1916 года корабль был конфискован Антантой, по причине первоначального нейтралитета Греции и был передан французам. Эсминец, под французским флагом и с французским экипажем, использовался в противолодочном патрулировании между южной Францией и Корсикой. После вступления Греции в войну в июле 1917 года, корабль был возвращён греческому флоту в 1918 году.
С февраля по июнь 1919 года корабль находился на Чёрном море оказывая поддержку белому движению в ходе интервенции Антанты и участвуя в эвакуации греческого населения юга России

## Малоазийский поход
С 1919 по 1922 год, в ходе малоазийского похода греческой армии, эсминец оказывал огневую поддержку десантам и принимал участие в блокаде побережья Анатолии. 10 января 1921 года, во время разведывательной операции на побережье Мраморного моря, от выстрела с берега, погиб старпом корабля Э. Факидис. Эсминец принял участие в эвакуации армии и греческих беженцев из Малой Азии в 1922 году.

## Вторая мировая война
В период 1925—1927 годов была произведена модернизация корабля на базе флота на острове Саламина. Эсминец принял участие в греко-итальянской войне 1940—1941 годов. После того как на помощь итальянской армии пришла нацистская Германия, эсминец был среди кораблей флота, которым удалось перейти на временную базу в Александрию, Египет. «Аспис» вернулся в Грецию в октябре 1944 года. Эсминец был выведен из состава флота в 1945 году.

## Наследники
- Аспис (эсминец) типа Fletcher. Вошёл в состав флота в 1959 году.